# سانت ایسکله د بایالتا
سانت ایسکله د بایالتا (به اسپانیایی: Sant Iscle de Vallalta) یک شهرستان در اسپانیا است که در استان بارسلون واقع شده‌است.

## خصوصیات
سانت ایسکله د بایالتا ۱۷٫۷۷ کیلومترمربع مساحت و ۱٬۱۹۳ نفر جمعیت دارد و ۱۲۹ متر بالاتر از سطح دریا واقع شده‌است.